# Silvia Marsó
Silvia Cartaña Ortega, meglio conosciuta col nome d'arte Silvia Marsó (Barcellona, 8 marzo 1963), è un'attrice e produttrice teatrale spagnola.

## Biografia
Silvia Cartaña Ortega inizia a studiare recitazione all'età di quattordici anni frequentando la scuola di pantomima dell'Institut del Teatre di Barcellona e comincia a esibirsi insieme ai suoi compagni in spettacoli di strada. Durante questo periodo adotta il cognome artistico Marsó in omaggio al mimo francese Marcel Marceau.
Nel 1979 debutta come attrice professionista partecipando all'opera teatrale Los derechos de la mujer. Nel 1981 lavora come conduttrice televisiva e cantante nel programma musicale Gent d'aquí per il circuito catalano della Televisión Española. Nel 1983 compare nel suo primo film intitolato La selva está loca, loca, loca... e nel 1985 prende parte per la prima volta pure a una serie televisiva recitando in due episodi de La comedia musical española. È però grazie al programma televisivo Un, dos, tres... responda otra vez che raggiunge la notorietà in questo periodo, interpretando il ruolo della valletta ed esibendosi come cantante e ballerina.
Negli anni 1990 rifiuta una serie di importanti proposte per la conduzione di programmi televisivi preferendo concentrarsi sulla sua carriera teatrale; dal 2004 intraprende anche l'attività di produttrice teatrale. Nel 2019 entra a far parte del cast de Il segreto interpretando il ruolo della marchesa Isabel de Los Visos.

### Vita privata
Silvia Marsó ha un figlio, David, nato nel 1999. L'attrice è un membro di lunga data di Greenpeace Spagna e ha preso parte attivamente a diverse campagne promosse da questa organizzazione non governativa. Inoltre è membro dell'UNHCR e dell'Asociación de mujeres cineastas y de medios audiovisuales (CIMA).

## Filmografia

### Cinema
- La selva está loca, loca, loca..., regia di Jaime J. Puig (1983)
- La gran quiniela, regia di Joaquín Coll Espona (1984)
- Escapada final (Scapegoat), regia di Carlos Benpar (1985)
- El donante, regia di Ramón Fernández (1985)
- Los nuevos curanderos, regia di Isabel Mulá (1986)
- La madre morta (La madre muerta), regia di Juanma Bajo Ulloa (1993)
- Completo confort (cortometraggio), regia di Juan Flahn (1997)
- Nosotras, regia di Judith Colell (2000)
- Amor, curiosidad, prozak y dudas, regia di Miguel Santesmases (2001)
- La biblia negra, regia di David Pujol (2001)
- Venganza, regia di Marc Romero (2002)
- Cuadrilátero (cortometraggio), regia di José Carlos Ruiz (2004)
- El carterista (cortometraggio), regia di José Fresnadillo (2007)
- Country (cortometraggio), regia di Jesús Prieto (2007)
- Myway, regia di J.A. Salgot (2007)
- Ángeles S.A., regia di Eduard Bosch (2007)
- Pájaros muertos, regia di Guillermo Sempere e Jorge Sempere (2008)
- La criada (cortometraggio), regia di Javier Fernández Caldas (2011)
- El gènere femení, regia di Carlos Benpar (2011)
- Los muertos no se tocan, nene, regia di José Luis García Sánchez (2011)
- Mi pasión por David, regia di Iván Zuluaga (2012)
- Gente en sitios, regia di Juan Cavestany (2013)
- Solo química, regia di Alfonso Albacete (2015)
- Sin novedad, regia di Miguel Berzal de Miguel (2018)

### Televisione
- La comedia musical española - serie TV, episodi 1x03,13 (1985)
- Harem - film TV, regia di William Hale (1986)
- Segunda enseñanza - serie TV, episodi 1x04,05,06 (1986)
- Turno de oficio - serie TV, episodio 1x03 "Una sortija muy guapa" (1986)
- Històries de cara i creu - serie TV, episodio 1x02 "Com si fos de la família" (1986)
- La voz humana - serie TV, episodio 2x03 "Avecilla" (1987)
- Primera función - serie TV, episodio "Ocho mujeres" (1989)
- Farmacia de guardia - serie TV, episodio 3x09 "Instruír deleitando" (1993)
- Canguros - serie TV, 34 episodi (1994-1996)
- Los ladrones van a la oficina - serie TV, episodio 3x19 "Corazón tan blando" (1995)
- Mar de dudas - serie TV, episodi 1x02,05,06,13 (1995)
- Pasen y vean - serie TV, episodi "Julieta tiene un desliz" e "Sublime decisión" (1997)
- La banda de Pérez - serie TV, episodio 1x11 "Orgullo herido" (1997)
- Don Juan Itinerante - film TV, regia di Antonio Guirau (1997)
- Dones d'aigua - serie TV, 7 episodi (1997-1998)
- Manos a la obra - serie TV, 80 episodi (1998-2001)
- Raquel busca su sitio - serie TV, episodio 1x17 "Una sombra de duda" (2000)
- Paraíso - serie TV, episodio 1x02 "Por los viejos tiempos" (2000)
- 7 vidas - serie TV, episodio 3x17 "Las amargas lagrimas de Petra Von Kant" (2001)
- Ana y los 7 - serie TV, 91 episodi (2002-2005)
- Hermanos & detectives - serie TV, episodio 1x02 "El secreto de Roque Peralta" (2007)
- El porvenir es largo - serie TV, episodi 1x01,02,03 (2009)
- Atrapats - film TV, regia di Miguel Puertas (2011)
- Grand Hotel - Intrighi e passioni (Gran Hotel) – serial TV, seconda stagione (2012)
- La conspiración - film TV, regia di Pedro Olea (2012)
- Gran Reserva. El origen - serie TV, 82 episodi (2013)
- Velvet - serie TV, episodi 2x03,08,3x14,15 (2014-2015)
- Cuéntame cómo pasó - serie TV, episodio 17x18 "70 minutos" (2016)
- Paquita Salas - serie TV, episodio 1x05 "La magia que hay en ti" (2016)
- Merlí: Sapere Aude - serie TV, episodi 1x01,02,03,06,07 (2019)
- Il segreto (El secreto de Puente Viejo) - serial TV, 128 episodi (2019-2020)

## Teatro
- Ni pobre ni rico, sino todo lo contrario (1986)
- Cercasi tenore (1987)
- Lo straniero (1988)
- La folle de Chaillot (1989)
- Ecuba (1990)
- La dama del alba (1991)
- La gran sultana (1992)
- El amor es un potro desbocado (1994)
- Tre donne alte (1995)
- Don Giovanni Tenorio (1997)
- Donna Rosita nubile (1998)
- Ti amo, sei perfetto, ora cambia (2001)
- Non si paga, non si paga! (2004)
- Tre variazioni della vita (2007)
- Casa di bambola (2010)
- Yerma (2012)
- Capitalismo, hazles reír (2013)
- Lo zoo di vetro (2014)
- La porta accanto (2016)
- Ventiquattro ore nella vita di una donna (2017-2019)
- El gran mercado del mundo (2019)

## Doppiatrici italiane
- Francesca Fiorentini in Grand Hotel - Intrighi e passioni
- Sabine Cerullo in Velvet
- Tatiana Dessi ne Il segreto